# Зоевият ковчег
„Зоевият ковчег“ (на френски: „L'Arche de Zoé“) е неправителствена организация, създадена през 2005 г. Част от целите ѝ, според тях, са повишаване на обществената осведоменост по отношение на ситуацията в Дарфур, както и за предоставяне на средства на децата, засегнати от конфликта в Судан.
Организацията е създадена след земетресението в Индийския океан през 2004 г. Организират 4 временни лагера в Банда Аче в Индонезия. Неин президент е пожарникарят Ерик Брето, а генерален секретар е Стефани Льофевър.

## Афера с отвлечени деца
Самата организация става известна след като на 25 октомври 2007 г. 6 нейни членове, всичките с френско гражданство, са арестувани в Абеше в Чад по обвинения в отвличане на непълнолетни лица. Освен тях са задържани 3 журналисти с френско гражданство, 7 испанци от авиокомпанията „Girjet“, 2 граждани на Чад и друг на Белгия (пилотът на самолета). Те са обвинени в измама и съучастничество.
„Зоевият ковчег“ твърди, че децата били сираци от съседния Судан, операцията по отвеждането била провеждана с цел децата да бъдат осиновени в Европа и че правителството на Франция било държано в течение на събитията.
Според съвместно разследване на Червения кръст, Върховния комисариат на ООН за бежанците и УНИЦЕФ обаче 85 от децата живеят в села в Чад близо до границата със Судан. Освен това 91 от децата са казали, че живеят със своето семейство, включващо поне 1 възрастен човек, когото те смятат за своя най-близък роднина.
Според „Зоевият ковчег“ децата са били „болни, гладни и изоставени“, но според говорителя на ВКООНБ децата са намерени в добро състояние.